# 特里斯坦島
特里斯坦島（英語：Tristan Island），是南極洲的島嶼，位於阿黛利地，處於伊瑟爾特島以西1.1公里和朱爾斯角以北0.3公里，由美國海軍拍攝空中照片和法國探險隊繪入地圖，現時由南極條約體系管理。